# Henryk Samsonowicz
Henryk Samsonowicz   (Varsòvia, 23 de gener de 1930 - Varsòvia, 28 de maig de 2021) va ser un historiador polonès especialitzat en la Polònia medieval, escriptor prolífic i professor de la Universitat de Varsòvia. El 1989-1990 va ser ministre d'Educació al govern del primer ministre Tadeusz Mazowiecki.

## Biografia
Samsonowicz es va graduar el 1950 a la Universitat de Varsòvia i el 1954 es va doctorar i el 1960 va ser habilitat. El 1971 Samsonowicz va ser nomenat professor. Des del 1967, va ser vicedegà del Departament d’Estudis Humanístics de la Universitat de Varsòvia i, entre el 1970 i el 1973, va ser degà del Departament. A més, entre el 1975 i el 1980, Samsonowicz va ser el director de l’Institut d’Història.
El 1980 es va convertir en membre de Solidaritat i l'1 d’octubre de 1980 va ser nomenat rector de la Universitat de Varsòvia. Destituït d’aquest càrrec el 8 d’abril de 1982, Samsonowicz va participar a finals dels anys vuitanta en converses sobre la Taula Rodona. Després de les eleccions del 4 de juny de 1989, es va convertir en ministre d'Educació i, el 1990, per decisió seva, l'ensenyament d'estudis religiosos va tornar a les escoles poloneses. Samsonowicz va romandre ministre fins al gener del 1991.
Va donar classes a l'Acadèmia Humanística de Pułtusk, va ser membre de l'Acadèmia Polonesa d'Aprenentatge i de l’Acadèmia Polonesa de Ciències. També va obtenir títols honoris causa a la Universitat Nicolaus Copernicus de Toruń, la Universitat Maria Curie-Skłodowska i la Universitat de Wrocław. Fou portador de l'escut de Samsó, el 1984 li van concedir la Légion d'honneur. Des del 2008, és ciutadà honorari de Pultusk i Ostrowiec Świętokrzyski.
Va morir el 28 de maig de 2021.

## Obres
Samsonowicz va escriure al voltant de 800 articles científics, principalment sobre història de la Polònia medieval, inclosos 16 llibres i llibres de text universitaris. Les obres seleccionades inclouen:
- Henryk Samsonowicz, Historia Polski do roku 1795 (Història de Polònia fins al 1795), Cracòvia 2000,
- Henryk Samsonowicz, Późne średniowiecze miast nadbałtyckich. Studia z dziejów Hanzy nad Bałtykiem w XIV-XV w. (Baixa Edat Mitjana de les ciutats bàltiques. Estudis d’història de la Lliga Hanseàtica als segles XIV i XV), Varsòvia 1968
- Henryk Samsonowicz, Miejsce Polski w Europie (la ubicació de Polònia a Europa), Varsòvia 1995
- Henryk Samsonowicz, Ziemie polskie w X wieku i ich znaczenie w kształtowaniu się nowej mapy Europy (Terres poloneses al segle X i la seva importància en la configuració del nou mapa d'Europa), Cracòvia 2000
- Henryk Samsonowicz, Tysiącletnie dzieje (Mil anys d’història, juntament amb Janusz Tazbir), Wrocław 1997
- Henryk Samsonowicz, Idea uniwersytetu u schyłku tysiąclecia (La idea d’una universitat a l’alba del mil·lenni, coautor), Varsòvia 1998.